# IC 269
IC 269 ist eine linsenförmige Galaxie vom Hubble-Typ S0-a im Sternbild Eridanus am Südsternhimmel. Sie ist schätzungsweise 372 Millionen Lichtjahre von der Milchstraße entfernt und hat einen Durchmesser von etwa 120.000 Lichtjahren.
Im selben Himmelsareal befinden sich u. a. die Galaxien NGC 1158, IC 268, IC 270, IC 272.
Das Objekt wurde am 1. Dezember 1891 vom französischen Astronomen Stéphane Javelle entdeckt.